# Artemis Fowl: El codi de l'eternitat
Artemis Fowl: El codi de l'eternitat és el tercer llibre de la sèrie infantil Artemis Fowl de l'autor Eoin Colfer.